# Ingrid van Bergen
Ingrid van Bergen (Danzica, 15 giugno 1931) è un'attrice e doppiatrice tedesca.

## Biografia

### Carriera
Come attrice, è attiva in campo cinematografico, televisivo e teatrale e, tra cinema e televisione, ha partecipato - a partire dalla metà degli anni cinquanta - a circa 150 produzioni.

Come doppiatrice, ha prestato la propria voce a Majel Barrett, Alma Beltram, Honor Blackman, Rosemarie Dunham, Annie Girardot, Lee Grant, Jocelyn Lane, Angela Luce, Nan Martin, Joanna Pettet e Kathleen Turner.
La sua carriera subì una lunga interruzione alla fine degli anni settanta, quando l'attrice fu al centro di un clamoroso fatto di cronaca nera, ovvero l'omicidio per gelosia del compagno Klaus Knaths, crimine per il quale fu condannata a sette anni di carcere, scontandone poi quattro.

### L'omicidio del compagno e la condanna a sette anni di carcere
Nella notte tra giovedì 2 febbraio e venerdì 3 febbraio 1977, Ingrid van Bergen uccise a colpi di pistola il compagno Klaus Knaths, di 33 anni (12 anni in meno di lei) e che probabilmente le era infedele (l'avrebbe tradita anche con diverse prostitute).
Il delitto avvenne nella loro villa presso il Lago di Starnberg, in Baviera, dove la Van Bergen che aveva trascorso con Knaths il pomeriggio in un ristorante di Monaco, tornando a casa sola, stava attendendo il compagno per la cena.

Knaths, che doveva tornare alle 20, rincasò invece intorno all'una di notte, vanamente atteso per ore dalla Van Bergen, che nel frattempo si era scolata qualche bottiglia ed aveva iniziato a bruciare le foto del compagno.

A quanto pare, l'uomo era fermamente deciso a lasciare la Van Bergen. I due ebbero una colluttazione, al termine della quale, all'1.30 di notte, la Van Bergen prese la pistola che aveva in camera e sparò al compagno dapprima un colpo alla pancia e, poi mentre lui stava cercando di telefonare alla madre, per avvisarla di quanto stava accadendo ("Mutti, die schießt auf mich", ovvero "Mamma, mi sta sparando", furono le sue ultime parole), lo colpì nuovamente al petto, uccidendolo.. Nella villa, al piano terra, intanto, stavano dormendo ignare le due figlie dell'attrice, Andrea, di 19 anni, e Carolin, di 12.

Dopo aver preso dei calmanti, la Van Bergen si risvegliò il giorno seguente, trovando in casa il corpo dell'uomo e la pistola in piscina.
Il processo, che si svolse nel luglio dello stesso anno, vide una grande partecipazione popolare, tanto che fu necessario transennare l'esterno del tribunale.

La sentenza riconobbe responsabile di omicidio volontario l'attrice, che fu condannata a sette anni di carcere.
Fu rilasciata nell'ottobre del 1981, dopo aver scontato due terzi della pena.

## Vita privata
È stata la moglie dell'attore Michael Hinz (1939-2008) e del cabarettista Erich Sehnke, e la mamma dell'attrice Carolin van Bergen (1964-1990, avuta da Hinz).

## Filmografia

### Cinema
- Bildnis einer Unbekannten, regia di Helmut Käutner (1954)
- Ingrid - Die Geschichte eines Fotomodells, regia di Géza von Radványi (1955)
- Il generale del diavolo (Des Teufels General), regia di Helmut Käutner (1955)
- I banditi dell'autostrada (Banditen der Autobahn), regia di Géza von Cziffra (1955)
- Die Herrin vom Sölderhof, regia di Jürgen von Alten (1955)
- Heute heiratet mein Mann, regia di Kurt Hoffmann (1956)
- Der Maulkorb, regia di Wolfgang Staudte (1958)
- Finalmente l'alba (Wir Wunderkinder), regia di Kurt Hoffmann (1958)
- Meine 99 Bräute, regia di Alfred Vohrer (1958)
- Der eiserne Gustav, regia di George Hurdalek (1958)
- Sulla via del delitto (Verbrechen nach Schulschluß), regia di Alfred Vohrer (1959)
- L'uomo ucciso due volte (Der Blaue Nachtfalter), regia di Wolfgang Schleif (1959)
- Rosen für den Staatsanwalt, regia di Wolfgang Staudte (1959)
- Drillinge an Bord, regia di Hans Müller (1959)
- Boomerang (Bumerang), regia di Alfred Weidenmann (1960)
- Ich schwöre und gelobe, regia di Géza von Radványi (1960)
- La gran vita (Das kunstseidene Mädchen), regia di Julien Duvivier (1960)
- Kein Engel ist so rein, regia di Wolfgang Becker (1960)
- Wir Kellerkinder, regia di Wolfgang Bellenbaum (1960)
- Il vendicatore misterioso (Der Rächer), regia di Karl Anton (1960)
- La città spietata (Town Without Pity), regia di Gottfried Reinhardt (1961)
- La spia del secolo (Qui êtes-vous, Monsieur Sorge?), regia di Yves Ciampi (1961)
- Il segreto del narciso d'oro (Das Geheimnis der gelben Narzissen), regia di Ákos Ráthonyi (1961)
- Dicke Luft, regia di Rolf von Sydow (1962)
- Il falso traditore (The Counterfeit Traitor), regia di George Seaton (1962)
- Genosse Münchhausen, regia di Wolfgang Neuss (1962)
- Il muro della paura (Escape from East Berlin), regia di Robert Siodmak (1962)
- Sono solo una donna (Ich bin auch nur eine Frau), regia di Alfred Weidenmann (1962)
- Allotria in Zell am See, regia di Franz Marischka (1963)
- Erotikon - Karussell der Leidenschaften, regia di Boštjan Hladnik (1963)
- Grido di vendetta (Heiss weht der Wind), regia di Rolf Olsen (1964)
- Freddy, Tiere, Sensationen, regia di Karl Vibach (1964)
- Jacqueline e gli uomini (Moi et les hommes de 40 ans), regia di Jacques Pinoteau (1965)
- Katz und Maus, regia di Hans Jürgen Pohland (1967)
- Una vergine di seconda mano (Jungfrau aus zweiter Hand), regia di Udo N. von Tyrol (1967)
- Riuscirà la nostra cara amica a rimanere vergine fino alla fine della nostra storia? (Willst du ewig Jungfrau bleiben?), regia di Hubert Frank (1969)
- Auf Scheißer schießt man nicht, regia di Hans Jürgen Pohland (1969)
- Divagazioni erotiche (Grimms Märchen von lüsternen Pärchen), regia di Rolf Thiele (1969)
- Was ist denn bloß mit Willi los?, regia di Werner Jacobs (1970)
- Mezzo litro di rosso per il conte Dracula (Gebissen wird nur nachts - das Happening der Vampire), regia di Freddie Francis (1971)
- Zum zweiten Frühstück heiße Liebe, regia di Hubert Frank (1972)
- Was wissen Sie von Titipu?, regia di Wolfgang F. Henschel (1972)
- Raus kameraden (Alle Menschen werden Brüder), regia di Alfred Vohrer (1973)
- Horror Vacui, regia di Rosa von Praunheim (1984)
- Richy Guitar, regia di Michael Laux (1985)
- Der Madonna-Mann, regia di Hans-Christoph Blumenberg (1987)
- Hotel St. Pauli, regia di Svend Wam (1988)
- Jenseits von Blau, regia di Christoph Eichhorn (1989)
- Neuner, regia di Werner Masten (1990)
- Den demokratiske terroristen, regia di Per Berglund (1992)
- Barmherzige Schwestern, regia di Annelie Runge (1993)
- Einfach nur Liebe, regia di Peter Timm (1994)
- Pakten, regia di Leidulv Risan (1995)
- Ein fast perfekter Seitensprung, regia di Reinhard Schwabenitzky (1996)
- Eine fast perfekte Scheidung, regia di Reinhard Schwabenitzky (1998)
- Meine polnische Jungfrau, regia di Douglas Wolfsperger (2001)
- Der alte Affe Angst, regia di Oskar Roehler (2003)
- A2 Racer (Autobahnraser), regia di Michael Keusch (2004)
- Neues vom Wixxer, regia di Cyrill Boss e Philipp Stennert (2007)
- Berlin, regia di Blazej Floch - cortometraggio (2009)
- Dinosaurier, regia di Leander Haußmann (2009)

### Televisione
- Nelson-Premiere, regia di Curth Flatow – film TV (1959)
- Der Prozeß Mary Dugan, regia di Falk Harnack – film TV (1960)
- Ein gewisses Röcheln - Hitchcocktail für starke Nerven, regia di Walter Sedlmayr – film TV (1960)
- Zwei Krawatten, regia di Peter Hamel – film TV (1961)
- Fragen Sie Annette, regia di Thomas Keck e Rolf Ulrich – film TV (1961)
- Jack Mortimer, regia di Michael Kehlmann – film TV (1961)
- Mit Musik kommt alles wieder, regia di Rolf von Sydow – film TV (1962)
- Drei Männer spinnen, regia di Bernhard Thieme – film TV (1962)
- Typisch Lucy – miniserie TV, 8 puntate (1962)
- Curd Jürgens erzählt... – serie TV, episodi 1x10 (1962)
- Wiedersehen auf Raten, regia di Franz Marischka – film TV (1963)
- Der Ton(film) macht die Musik, regia di Günther Hassert – film TV (1963)
- Die ehrbare Dame, regia di Theodor Grädler – film TV (1963)
- Kabarett der Komiker - Es war einmal..., regia di Rudolf Schündler – film TV (1963)
- Chansons mit Geschichte, regia di Thilo Philipp – film TV (1963)
- Endspurt, regia di Harry Meyen – film TV (1963)
- Rauf und runter, regia di Franz Marischka – film TV (1964)
- Prairie-Saloon, regia di Ilo von Jankó – film TV (1964)
- Götterkinder - Eine ergötzliche Television aus vergangener Zeit, regia di Franz Josef Wild – film TV (1965)
- Die Flasche, regia di Helmut Käutner – film TV (1965)
- Das Mädchen aus Mira, regia di Kurt Wilhelm – film TV (1966)
- Der große Schwindel - Musical aus der Welt des Stummfilms, regia di Hans Heinrich – film TV (1966)
- Faschingswalzer, regia di Günther Hassert – film TV (1966)
- Robin Hood, der edle Räuber, regia di Helmut Käutner – film TV (1966)
- Schnappschüsse - Streiflichter aus der Dunkelkammer – serie TV, 1 episodio (1966)
- Wie lernt man Mädchen kennen...?, regia di Rainer Bertram – film TV (1966)
- Tagebuch eines Frauenmörders (1969) - Ileana
- Die Gartenlaube (1970) - Josefine
- Die Dollarprinzessin (1971) - Dora
- Die Schöngrübers - serie TV (1971) - Sig.ra Pohlmann
- Dalli Dalli - - serie TV, 2 episodi (1971-1973) - Cantante
- Tatort - serie TV, 1 episodio (1972) - Petra
- Fritz Muliar Schau - serie TV, 1 episodio (1972)
- Stadt ohne Scheriff - serie TV, 1 episodio (1972) - Sig.ra Wallace
- Vier gegen die Bank (1976) - Uschi Blümel
- Wer raucht die letzte? (1983)
- Die Nervensäge - serie TV, 1 episodio (1985) - Erika Meise-Lauenwasser
- Geschichten aus der Heimat - Gift, Schnaps und Meeresleuchten (1986)
- Losberg - serie TV (1986) - Margot Losberg
- Un caso per due (Ein Fall für zwei) - serie TV, 1 episodio (1986) - Sig.ra Rieken
- Forstinspektor Buchholz - serie TV (1989) - Apollonia
- Praxis Bülowbogen - serie TV, 1 episodio (1989) - Astrid Karow
- Un caso per due (Ein Fall für zwei) - serie TV, 1 episodio (1990) - Eva Vasall
- Wie gut, dass es Maria gibt" - serie TV, 3 episodi (1990)
- L'ispettore Derrick (Derrick) - serie TV, episodio 18x03, regia di Helmuth Ashley (1990) - Sigr.a Siska
- Violazione di domicilio (Der Einbruch, 1991) - Helene
- Buongiorno professore! (Unser Lehrer Doktor Specht) – serie TV, 14 episodi (1991-1992)
- Haus am See – serie TV (1992)
- Wolff - Un poliziotto a Berlino (Wolffs Revier) – serie TV, 1 episodio (1992)
- L'ispettore Derrick (Derrick) - serie TV, episodio 20x02, regia di Alfred Weidenmann (1993) - Sigr.a Lohmann
- Immer wieder Sonntag – serie TV, 2 episodi (1994)
- Briefgeheimnis – serie TV (1994)
- Il medico di campagna (Der Landarzt) – serie TV, 1 episodio (1994)
- Der Schatztaucher (1995)
- Frauenarzt Dr. Markus Merthin - serie TV, 2 episodio (1995-1997) - Laura Amberg
- Die Wache – serie TV, 1 episodio (1996)
- Im Namen des Gesetzes - serie TV, 1 episodio (1996) - Erna Koppe
- Tatort - serie TV, 1 episodio (1996) - Sig.ra Heckmann
- Null Risiko und reich (1997)
- Soko 5113 - serie TV, 1 episodio (1997) - Suor Barbara
- Nina - Vom Kinderzimmer ins Bordell (1998) - Molly
- Mobbing Girls - serie TV, 13 episodi (1998) - Marianne
- Squadra Speciale Cobra 11 (Alarm für Cobra 11 - Die Autobahnpolizei)- serie TV, 1 episodio (1999) - Ellen Ebertshäuser
- Männer aus zweiter Hand (1999) - Wanda
- Ich wünsch Dir Liebe (1999) - Madre di Katja
- Der Mörder in meiner Nähe (2000) - Clara
- St. Angela - serie TV, 1 episodio (2000) - Sig.ra Ambrosi
- Wie angelt man sich einen Müllmann? (2001)
- Tatort - serie TV, 1 episodio (2003) - Marina Cortese
- Bewegte Männer – serie TV, 6 episodi (2003-2005)
- Schön, daß es dich gibt (2005)
- Doctor's Diary - Männer sind die beste Medizin - serie TV, 2 episodi (2009-2011) - Mechthild von Buren
- 14º Distretto (Großstadtrevier) – serie TV, 2 episodio (2010)

## Programmi televisivi (lista parziale)
- Ich bin ein Star, holt mich hier raus! - reality show (2009)